# メゲメゲルンバ
「メゲメゲルンバ」は、詩織のシングル。1981年にCLIMAX RECORDS（徳間音楽工業）から発売された（規格品番：CMA-2014）。
タイトル曲は、1981年10月・11月、NHKの歌番組『みんなのうた』で放送。

## 概要
『みんなのうた』でのアニメーションは、番組2回目の参加となる倉橋達治が制作を担当した。
歌詞では、「空飛ぶ絨毯に乗る、ケーキの大好きなスーパーヒーローが、ケーキを食べすぎ太ってしまい、絨毯に乗れなくなってしまう。その後山篭りし、シェイプアップした。しかし、時代は変わっていて、誰でも空飛ぶ絨毯に乗れる世の中になっていた。スーパーヒーローは時代に遅れ、ケーキ屋のおじさんになってしまう」と歌っている。
『みんなのうた』では歌詞テロップで3ヶ所もミスがあり、「次々」のところが「次々に」、「シェイプアップ」が「シェイアップ」、そして、「昔ばなしする」が「昔ばなしをする」と誤記された。
再放送は1982年12月期、5年半ぶりにラジオのみで放送、その後2023年10月に35年ぶりにテレビで再放送された。なお上記のテロップミスは全て修正されている。

## 収録曲
全曲、作詞：藤田詩織、作曲：古田喜昭、編曲：松井忠重、歌：詩織
1. メゲメゲルンバ
ジャケット表面での表記は中黒がついた「メゲメゲ・ルンバ」である。裏面では「メゲメゲルンバ」となっており、表記の揺れが見られる。
2. お月様と少女